# AOR (horeca)
De AOR (een acroniem voor Algemene OntmoetingsRuimte) was een café/discotheek in Eindhoven voor en door studenten.

## Geschiedenis
In januari 1964 werd de AOR opgericht door de verschillende Eindhovense studentenverenigingen ESC, SSRE en ESV Demos, die een plaats voor ogen hadden waar studenten elkaar konden ontmoeten zonder dat zij van een studentenvereniging lid hoefden te zijn. Hierbij viel de keuze van de organisatievorm op de stichting. De AOR is dan ook altijd bestuurd door een groepje studenten.
Vanaf 1970 heeft de AOR haar onderkomen gevonden vlak bij het centrum van Eindhoven, in De Bunker.
Bij het aanbreken van drukke jaren in de AOR was het een volledige taak van iemand om de bierfusten te verwisselen. Om hieraan tegemoet te komen had de brouwerij op een gegeven moment melktanks overgenomen van Campina en deze om laten bouwen tot de eerste biertanks van Nederland. In 1981 werden dan ook vier duizendlitertanks geplaatst, die door de werkzame studenten gepast als koeien werden beschilderd. De tanks verwierven hierbij ook de bijpassende namen Marta 1, Berta 2, Drika 3 en Klara 4.
Begin jaren negentig braken gouden jaren aan, waarbij de omzet weleens boven een miljoen gulden uitkwam. De AOR heeft op de tweede plaats gestaan op de lijst van afnemers van het biermerk Dommelsch, dus boven de Efteling.
In 1991 en 1993 hebben medewerkers van de AOR een succesvol festival georganiseerd genaamd Virus, dat na deze twee edities in een onafhankelijke organisatie is ondergebracht. Traditiegetrouw wordt een flink aantal taken (waaronder barkeepen) echter nog wel (veelal vrijwillig) door oud-AOR-medewerkers vervuld.
In 1997 wordt de AOR verbouwd, vanwege behoefte aan een beter podium en geluidsoverlast in de omgeving. Om dit te beperken wordt de ingang verplaatst van de west- naar de oostzijde. Bij deze verbouwing wordt ook de plattegrond van de begane grond drastisch aangepast: de ruimten van het er voorheen gehuisveste Reduktieburo wordt er bij getrokken. Aan de kant waar oorspronkelijk de ingang was krijgt een nieuwe zaal genaamd Café Onderdruk haar onderkomen. De verbouwing wordt in grote mate gerealiseerd door medewerkers van de AOR zelf.
Sinds 12 januari 2005 is de AOR na een aantal minder voorspoedige jaren gesloten. Ruim 40 jaar is zij een begrip geweest voor de Eindhovense studentenbevolking.
In de AOR hebben in het roemruchte verleden hedendaagse beroemde artiesten als Youp van 't Hek, De Dijk, Herman Brood en Doe Maar opgetreden.